# الباشكاتب (فلم)
الباشكاتب  فيلم دراما مصري صامت قصير (30 دقيقة) من إخراج وتأليف محمد بيومي  صدر عام 1924 وهو الفيلم الثاني للمخرج محمد بيومي، الذي يعتبر الاب الروحي للسينما المصرية، وأيضا الفيلم الثاني في تاريخ السينما المصرية بعد صدور «برسوم يبحث عن وظيفة» (16 دقيقة) أول فيلم روائي يقوم مصري بتصويره وإخراجه في ديسمبر 1923، وكان أيضا أول فيلم يقدم الراقصة في دور محوري أو دور البطولة. الفيلم من بطولة: أمين عطا الله - أديل ليفي - علي طبنجات - بشارة واكيم وتدور أحداثه حول باشكاتب يقع في غرام راقصة، فيختلس مبلغاً من المال ينفقه عليها، وتنقلب حياته رأساً على عقب وينتهي به الأمر خلف القضبان.
منح موقع قاعدة بيانات الأفلام العربية «السينما.كوم» الفيلم درجة 5.2/ 10.

## خلفية الفيلم
كان محمد بيومي (1894 - 1963) (اسم المولد: محمد محمد بيومي سيد أحمد الفطاطري، ورغم الجدل الدائر حول الريادة في السينما المصرية بينه وبين محمد كريم فإن حقيقة الأمر أن بيومي كان الأسبق)، وهو المخرج والمصور والمؤلف والممثل والمنتج المصري قد قدم فيلمه الروائي القصير الأول عام 1923 «برسوم يبحث عن وظيفة» وكان يخطط لإصدار سلسلة من الأفلام تحمل اسم «برسوم» ولم يتثنى له ذلك حيث توفي نجله «محمد يوسف» أثناء تصوير فيلم «برسوم يبحث عن وظيفة»، وكان الصبي يقوم ببطولة الفيلم، فأصيب بيومي بأزمة نفسية وتخلى عن عمله السينمائي وباع أدواته وكاميراته. عاد بيومي بعد عام تقريباً وقام بتأسيس استوديو في حي شبرا بالقاهرة عام 1924 باسم «شركة فيلم مصر» ووقف خلف الكاميرا مرة أخرى لتصوير «الباشكاتب» الذي تكلف إنتاجه مائة جنيه مصري.
كان الفنان أمين عطا الله قد برز وكان من أوائل من شكلوا الفرق المسرحية الأولى  فأسند بيومي له بطولة فيلمه بالإضافة إلى بشارة واكيم، صديق رحلته، الذي شارك في بطولة فيلمه الأول «برسوم يبحث عن وظيفة». بالرغم من ان أمين عطا الله كان ممثل ومخرج وكاتب مسرحي وله نشاط مسرحي مميز ولكن ظهوره السينمائي بدأ مع فيلم «الباشكاتب» واستمر ليقدم فيلمين آخرين «البحر بيضحك»، و«صانع القباقيب» عام 1928 ولم يظهر بعد ذلك سينمائياً.
لم يكتفِ بيومي بالتصوير الداخلي للمَشاهد التي صممها، فبهذه الخطوة كان بيومي سباقا في مجال التصوير الخارجي حتى من أتى من بعده كالمخرج محمد كريم، وقد انطلق بالكاميرا لتصوير مشاهد كثيرة خارج الاستوديو.

## تقدير الفيلم
أقامت مصر مهرجان للأفلام السينمائية الصامتة وكانت دورته الأولى في عام 1998 لأحياء البدايات التي قامت عليها الأفلام السينمائية في أوائل القرن العشرين. وشاركت مصر بفيلم «برسوم يبحث عن وظيفة» للمخرج محمد بيومي وعرضت أيضا فيلم «الباشكاتب» الصامت، ولمواكبة التطورات العصرية ومنع شعور الجماهير التي ستشاهد الفيلم بالملل تم إدخال الموسيقى الحية لتصاحب عرض الفيلم.
أشاد بالفيلم الناقد السينمائي والرقيب السابق للمصنفات الفنية بمصر "مصطفى درويش" في كتابته عن "قصة السينما المصرية" حيث قال: "أول مصري يخرج ويصور فيلماً روائياً قصيراً أسماه “الباشكاتب” 1924 مدته نصف ساعة، وتكّلف حوالي مائه جنيه وقصته تدور حول باشكاتب يقع في غرام راقصة، فيختلس مبلغاً من المال ينفقه عليها، وينتهي به الأمر مسجونا. ومن هذا الفيلم الروائي القصير خرجت صناعة السينما المصرية، كما خرج المارد من القمقم في حكايات ألف ليلة وليلة. فلم يمر سوى ثلاثة أعوام على باشكاتب "محمد بيومي" إلا وكان الأخوان "إبراهيم وبدر لاما" في الإسكندرية ينتجان فيما روائياً طويلاً أسمياه "قبلة في الصحراء."

## وصلات خارجية
https://elcinema.com/work/1289017/ الباشكاتب (فيلم)
https://elbashayer.com/1703844/860518/ الباشكاتب (فيلم)
https://www.ahewar.org/debat/show.art.asp?aid=135407 الباشكاتب (فيلم)
https://www.imdb.com/name/nm0063201/?ref_=tt_ov_dr الباشكاتب (فلم)
https://karohat.com/Title/a3c5dd98-eb6e-46de-ae7b-bc74456bf78f الباشكاتب (فلم)